# هيئة تنمية الصعيد
هيئة تنمية الصعيد، هي هيئة خدمية حكومية مصرية تتبع رئيس مجلس الوزراء، أنشأت وفقاً للقانون رقم 157 لسنة 2018.

## التشريعات المنظمة
- قانون رقم 157 لسنة 2018 بإنشاء هيئة تنمية الصعيد.[2]
  - التعديلات:
    - قانون رقم 7 لسنة 2019.[3]
    - قانون رقم 139 لسنة 2019.[4]
- قرار رئيس مجلس الوزراء رقم 376 لسنة 2019 بتشكيل مجلس إدارة هيئة تنمية الصعيد.[5]
- قرار رئيس مجلس الوزراء رقم 565 لسنة 2019 بتقسيم المناطق ذات الأولوية المستهدفة بالتنمية في النطاق الجغرافي لعمل هيئة تنمية الصعيد.[6]
- قرار رئيس مجلس الوزراء رقم 757 لسنة 2019 بشأن لائحة عمل هيئة تنمية الصعيد.[7]

## النطاق الجغرافي لعمل الهيئة
يشمل النطاق الجغرافي لعمل الهيئة كافة محافظات صعيد مصر:
- إقليم شمال الصعيد
  - الفيوم
  - بني سويف
  - المنيا
- إقليم وسط الصعيد
  - أسيوط
  - الوادي الجديد
- إقليم جنوب الصعيد
  - سوهاج
  - قنا
  - الأقصر
  - البحر الأحمر
  - أسوان

## رؤساء الهيئة
- سامي الشناوي.[8]
- شريف صالح.[9]

## أنظر أيضًا
- الجهاز الوطني لتنمية شبه جزيرة سيناء.
- الهيئة العامة للمنطقة الاقتصادية للمثلث الذهبي.
- الهيئة العامة للمنطقة الاقتصادية لقناة السويس.